# Клещево (Тверська область)
Клещево (рос. Клещево) — присілок в Конаковському районі Тверської області Російської Федерації.
Населення становить 12 осіб. Входить до складу муніципального утворення Козловське сільське поселення.

## Історія
Від 2005 року входить до складу муніципального утворення Козловське сільське поселення.

## Населення
| 2008 | 2010 |
| ---- | ---- |
| 35   | ↘12  |